# گنبدکبود
گنبدکبود، روستایی از توابع بخش زرین‌دشت شهرستان نهاوند در استان همدان ایران است.
سراب گنبدکبود از زیبایی های روستا است.

## جمعیت
این روستا در دهستان گرین قرار دارد و براساس سرشماری مرکز آمار ایران در سال ۱۳۹۵، جمعیت آن ۳۳۴۹نفر (۵۷۸خانوار) بوده‌است.